# Maillane
Maillane (Maiano in occitano) è un comune francese di 2 320 abitanti situato nel dipartimento delle Bocche del Rodano della regione della Provenza-Alpi-Costa Azzurra.

## Geografia

### Accessi e trasporti
La stazione di Avignone TGV si trova a 13 km. Gli aeroporti più vicini sono Avignone-Caumont, Nîmes-Garons e Marsiglia-Provenza.
A Maillane si può accedere da più autostrade e strade principali come: la A 7, che discende la valle del Rodano e collega Lione a Marsiglia via Orange, la quale passa a 17 km da Maillane; la A 54 (Nîmes - Salon-de-Provence), che attraversa il territorio provenzale al sud e ad Arles, dista 25 km da Maillane; infine la A 9, che va da Orange a Montpellier e poi a Perpignano, e passa a una ventina di chilometri da Maillane, in direzione nord-ovest.
La Strada nazionale 570, tra Maillane e Tarascona, a qualche chilometro a ovest permette di accedere ad Arles, a sud-est, e ad Avignone a nord.

## Cultura

### Musei
Troviamo il Museo Frédéric Mistral situato all'interno della casa dove visse il poeta. 

## Società

### Evoluzione demografica
Abitanti censiti